# Lwowska diecezja ormiańska
Lwowska diecezja ormiańska – diecezja Kościoła ormiańskiego, utworzona w 1356 przez katolikosa Sis. Podlegali jej Ormianie zamieszkujący Ruś i Wołoszczyznę. Od połowy XV wieku biskupi byli zatwierdzani przez katolikosa Eczmiadzynu, do którego udawali się po sakrę.
We Lwowie, przy katedrze, mieściły się: sąd duchowny i szkoła katedralna dla chłopców. Diecezja utrzymywała również iluminatorów ksiąg liturgicznych. We Lwowie oprócz katedry mieściły się także trzy inne kościoły ormiańskie: św. Anny (wraz z klasztorem), św. Jakuba z Nisibis i św. Krzyża. Ważnymi ośrodkami duszpasterskimi diecezji były Łuck i Kamieniec Podolski.
Przez cały czas istnienia diecezji jej ordynariusze utrzymywali kontakty ze Stolicą Apostolską, choć przez długi czas nie przekładało się to na zawarcie unii, pomimo wysłania diecezjalnej delegacji na Sobór florencki. W 1630 ówczesny ordynariusz Mikołaj Torosowicz złożył katolickie wyznanie wiary, kładąc tym samym kres istnienia diecezji, która przekształciła się w archidiecezję ormiańskokatolicką.
Odnowienie diecezji w jurysdykcji katolikosa Eczmiadzynu nastąpiło w 1997. Obecnie liczy ona jedenaście parafii na terenie całej Ukrainy (zob. diecezja ukraińska).

## Biskupi ordynariusze
| Biskupi                            |                      |
| ---------------------------------- | -------------------- |
| Grigor I Wielki                    | 1361–1409            |
| Howannes Nasredinian               | 1380–1415            |
| Grigor II                          | 1415–1440            |
| Awedyk                             | 1441–1460            |
| Chacztur Iloweci                   | 1461–481 i 1492–1502 |
| Stepanos I                         | 1481–1492            |
| Kalust Stefanian                   | 1515–1542            |
| Grigor III Ananienc Warakeci       | 1551–1572            |
| Barsam Astwardzadurian Bogdanowicz | 1575–1584            |
| Howannes II Seczoweci              | 1598–1602            |
| Garabed Tulguranci                 | 1606–1607            |
| Mesrobiusz Kaffatsi                | 1617–1624            |
| Mikołaj Torosowicz                 | 1627–1630            |